# Liste des seigneurs, barons et ducs de Quintin
Le château de Quintin est élevé, à la fin du XIIe siècle, par Geoffroy Ier Botherel pour défendre un gué du Gouët sur la voie romaine Alet-Carhaix. Geoffroy Ier Botherel, fils du comte Alain Ier de Penthièvre, reçoit en 1228, en partage de son frère Henri II d'Avaugour, le territoire de Quintin qui comprend 28 paroisses. De retour de la 7e croisade, à laquelle il a participé avec Louis IX (Saint-Louis), il entreprend, autour de Quintin, la construction d'une muraille d'enceinte percée de quatre portes. En 1443, le château, mal entretenu, est abandonné par les seigneurs habitant généralement l'Hermitage, et, en 1480, l'une des tours est encore en construction. Formant un comté, Quintin sera érigé en 1451 en baronnie. En juin ou juillet 1487, le château de Quintin, résidence de Pierre de Rohan (du parti français), est pris et saccagé par des soldats du parti breton. En 1494, Jeanne du Perrier et Pierre de Rohan, son époux, donnent un terrain et une maison situés en bas de la rue des Carmes pour y aménager un hôpital.
La seigneurie passe en 1547 à la Maison de Rieux, puis aux Coligny, lesquels introduisent en 1576 le calvinisme à Quintin. En novembre 1589, alors que la ville tient la cause du Béarnais, le château, est assiégé par les Ligueurs du Duc de Mercœur et capitule le 21 novembre 1589. L'armée royale reprend Quintin vers le 4 juillet 1591. Le château est en bien mauvais état quand Claude de La Trémoille, duc de Thouars, prince de Talmont, en hérite. Henri III de La Trémoille, endetté, vend la seigneurie en 1637 à son beau-frère Amaury Gouyon, marquis de La Moussaye.

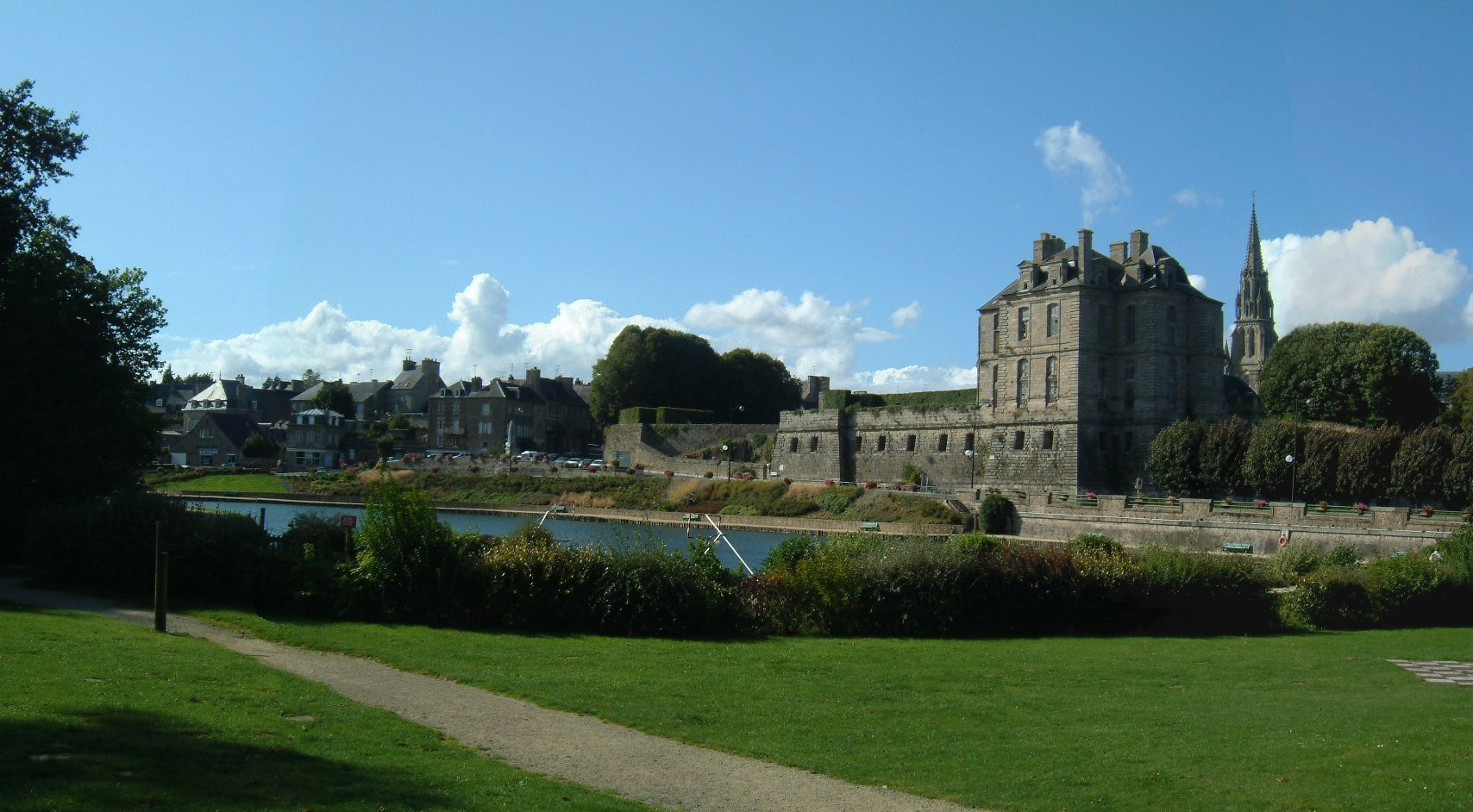
Le lac de Quintin, le château, et au fond à droite le clocher de la basilique

## Seigneurs de Quintin

### Maison de Rennes-Penthièvre
- Alain Ier de Penthièvre (vers 1151-1154 † 29 décembre 1212), seigneur de Goëlo et comte de Penthièvre, marié en 1181 à Pétronille, fille de Richard Ier de Beaumont-au-Maine et de Lucie de l'Aigle, dont :
  - Henri II d'Avaugour, seigneur de Quintin, marié à Marguerite de Mayenne, fille de Juhel III de Mayenne, baron de Mayenne.
  - Geoffroi Ier Botherel, seigneur de Quintin.

### Famille d'Avaugour

Blason d'Henri II d'Avaugour : D'argent au chef de gueules plain

- Henri II d'Avaugour (16 janvier 1205 † 6 octobre 1281), comte de Penthièvre, seigneur d’Avaugour et de Dinan. Henri est spolié de son patrimoine paternel et du Penthièvre par le Duc Pierre Ier de Bretagne en 1214. Il ne conserve que la petite seigneurie d’Avaugour en Goëlo. Il épouse Marguerite de Mayenne († entre 1238 et 1256), héritière de la seigneurie de Dinan-Bécherel du chef de sa mère Gervaise de Dinan, dont :
  - Alain II d’Avaugour, seigneur de Dinan.
  - Juhel d’Avaugour, ancêtre de la maison de Lannion (?), marié à Catherine de Léon.
  - Geoffroi d’Avaugour († 4 juin 1303) ancêtre de la maison de Kergrois.

En 1228, Henri II d'Avaugour, en partage de l'héritage de leur père, donna le territoire de Quintin à son frère Geoffroi Ier Botherel.

### Famille Botherel de Quintin

Armes de la famille Botherel de Quintin : D'argent au chef de gueules chargé d'un lambel d'or

- Geoffroi Ier Botherel (1207 † 4 septembre 1274), seigneur de Quintin, croisé, puis cordelier au couvent de Dinan.
- Jean Ier Botherel, dit le Roux († 19 juillet 1293), seigneur de Quintin, fils du précédent.
- Geoffroi II Botherel (1265 † 20 juin 1347 - Bataille de la Roche-Derrien), seigneur de Quintin, fils du précédent.
- Jean II Botherel († 14 août 1352 lors de la bataille de Mauron, en combattant pour la cause de Charles de Blois), seigneur de Quintin, fils du précédent.
- Geoffroi III Botherel († entre 1378 et 1364), seigneur de Quintin, fils du précédent, décédé lors de la bataille d'Auray en 1364.
- Jean III Botherel († 1385), seigneur de Quintin, fils du précédent, sans postérité,
- Geoffroi IV Botherel († 1428), seigneur de Quintin, frère du précédent. Il ratifie le second traité de Guérande le 10 avril 1381, frère du précédent.

Geoffroi IV Botherel n'eut de ses trois épouses successives aucun héritier. Après sa mort, la seigneurie de Quintin revint à Jean du Perrier, fils ainé de Plesou, sa sœur.

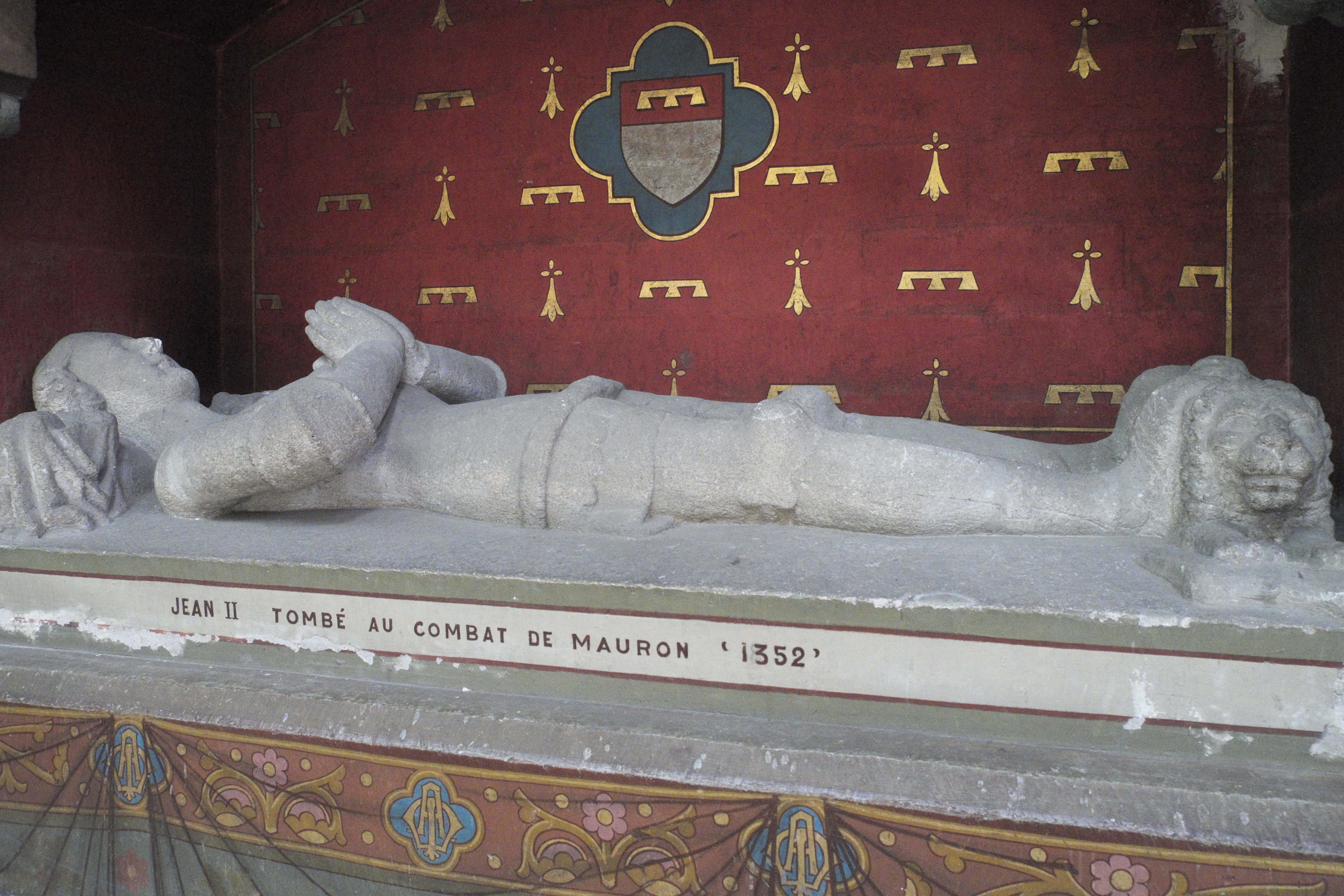
Le gisant de Jean II Botherel dans la basilique Notre-Dame-de-Délivrance.
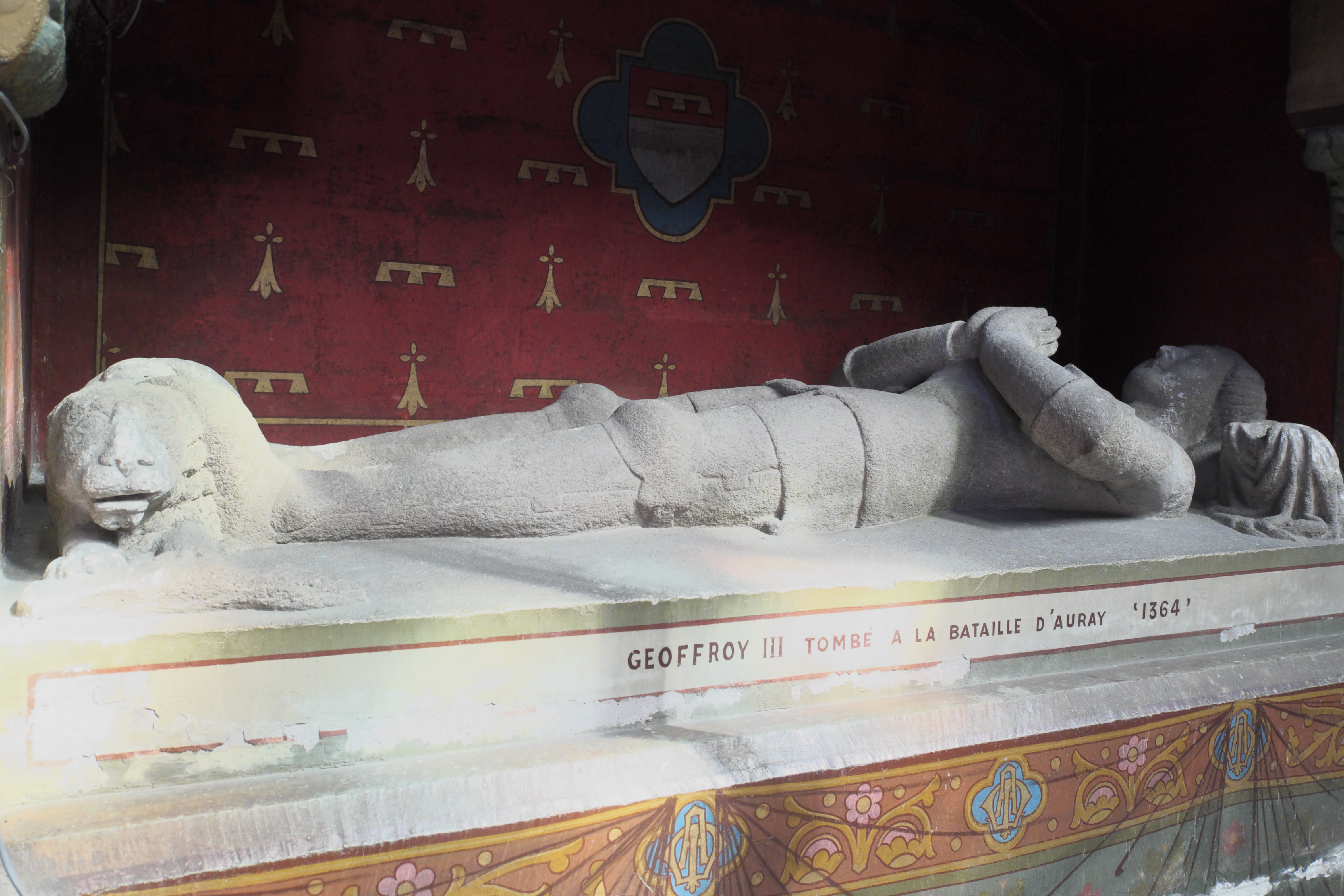
Le gisant de Geoffroy III dans la basilique Notre-Dame-de-Délivrance.
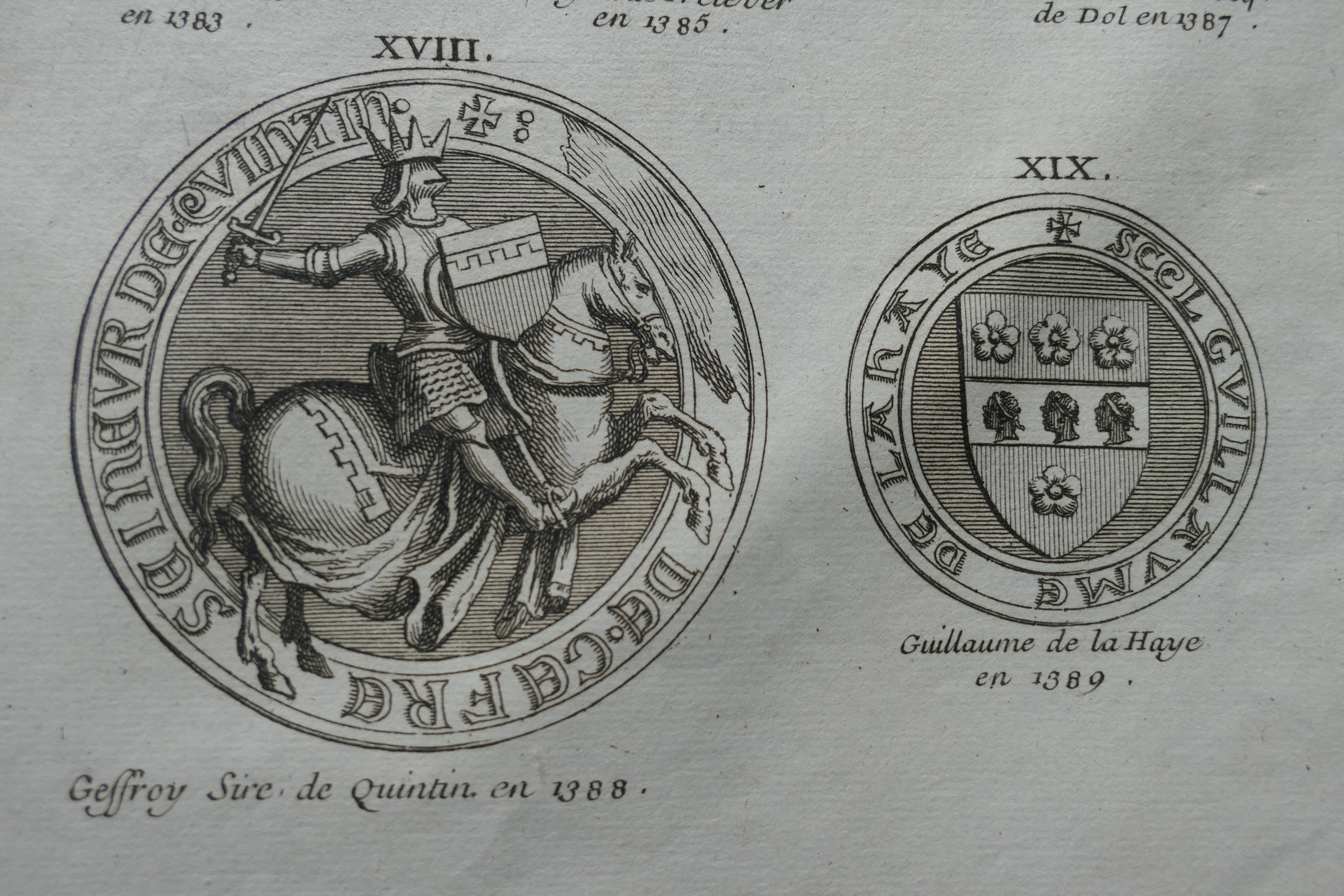
Sceau de Geoffroy IV Botherel.

### Famille du Perrier

Armes de la famille du Perrier : D'azur à dix billettes d'or.

- Jean IV du Perrier († 1461), seigneur de Quintin et de la Roche d'Iré, neveu du précédent (Par une convention datée de 1437, il se démet de toutes ses terres, sous la réserve de l'usufruit, au profit de son fils aîné), marié en 1400 à Olive de Rougé († 1418), dame de la Roche d'Iré, dont :
  - Geofroi V du Perrier, seigneur de Quintin, marié en 1423 à Constance, fille de Péan Gaudin, seigneur de Martigné-Ferchaud, dont :
    - Jean du Perrier.
    - Guillaume du Perrier.
    - Jeanne du Perrier († 1468), mariée à Bertrand Gouyon, sieur de Serigné.
    - Anne du Perrier, mariée à Silvestre de La Feillée.

  - Geofroi V du Perrier († 1444), seigneur de Quintin et de la Roche d'Iré, marié à en secondes noces à Isabeau de la Motte, dame de Bossac (en Renac près de Redon), dont:
    - Tristan du Perrier, seigneur de Quintin.
    - Jean du Perrier († 1499), seigneur de Sourdéac (en Glénac) qui mourut en 1499.
    - Amauri du Perrier.
    - Mathurine du Perrier († 1506), mariée en 1455 à Jean III de Tournemine († 1477), Grand veneur de Bretagne, seigneur de la Guerche en Retz, fils puîné de Jean II de Tournemine, seigneur de la Hunaudaye.
    - Jeanne du Perrier, (Elle alla en 1483 en pèlerinage à Jérusalem), mariée à Jean de Malestroit († 1468), puis mariée à Bertrand du Parc († 1482).
    - Michelle du Perrier, mariée à Jean de la Lande dit Tristan, seigneur de Guignen.

En 1451, la seigneurie de Quintin fut érigée par le duc Pierre II en grande baronnie de Bretagne, du nombre des neuf qui donnaient droit de préséance dans l'assemblée des États de Bretagne et, plus tard, droit de présider l'ordre de la noblesse.

## Barons de Quintin

### Famille du Perrier

Blason de Pierre de Rohan : De gueules bordé d'argent et chargé de sept macles d'or

- Tristan du Perrier († 24 décembre 1482), seigneur puis 1er baron de Quintin, seigneur de la Roche d'Iré, il fit reconstruire vers 1468 l'enceinte murale de sa ville et rebâtit en entier, sur un plan plus large, son château, marié dès 1451 à Isabeau († juillet 1484), fille de Guillaume de Montauban dont :
  - Jeanne du Perrier († 1504 ou 1505), baronne de Quintin, dame de la Roche d'Iré, mariée le 27 février 1469 à Jean de Laval (14 février 1437 - Redon + 14 août 1476), baron de La Roche-Bernard, châtelain de La Bretesche, seigneur de La Roche-en-Nort, seigneur d'Avaugour (en Plésidy), de Beffou, de Belle-Isle et du Plessis-Raffray, dont :
    - Nicolas de Montfort-Laval, futur Guy XVI de Laval,

  - mariée le 20 novembre 1484 à Pierre de Rohan († vers le 24 juin 1491), baron de Pontchâteau, et baron consort de Quintin, dont :
    - Christophe de Rohan, mort, certainement avant son père, sans postérité.

### Maison de Montfort-Laval
- Guy XVI de Laval (1er octobre 1476 + 20 mai 1531), comte de Laval, baron de Vitré, vicomte de Rennes, baron de La Roche-Bernard, seigneur de Montfort, de Gaël, baron de Quintin, du Perrier, seigneur d'Avaugour (en Plésidy), de Beffou, de Belle-Isle, châtelain de La Bretesche, seigneur de La Roche-en-Nort, de Laz, de Tinténiac, de Bécherel, de Lohéac, seigneur de La Roche-d'Iré et de Gavre, chevalier de l'Ordre de Saint-Michel, lieutenant-général en Bretagne, gouverneur et lieutenant-général en Bretagne, capitaine de Rennes, amiral de Bretagne, marié le 27 janvier 1500 à Charlotte d'Aragon-Naples († 1506), héritière du royaume de Naples, Princesse de Tarente, dont :
  - François († 27 avril 1522 à la bataille de la Bicoque), comte de Montfort-l'Amaury,
  - Catherine (1504 † 31 décembre 1526), dame de la Roche-Bernard, mariée le 11 novembre 1518 avec Claude Ier (1497 † 1532), seigneur de Rieux, dont :
    - Renée de Rieux dite Guyonne XVIII, (1524-13 décembre 1567), comtesse de Laval, de Montfort, baronne de Quintin, vicomtesse de Donges,
    - Claudine de Rieux, dame de la Roche-Bernard, de Rieux, et de Rochefort, dame héritière de La Bretesche, mariée le 9 décembre 1548 (Saint-Germain-en-Laye) à François de Coligny d'Andelot, dont :
      - Marguerite de Coligny d'Andelot (née le 28 février 1553), mariée à Julien de Tournemine, seigneur de Montmoreal,
      - Paul de Coligny dit Guy XIX de Laval, (13 août 1555 - 15 avril 1586, Taillebourg), comte de Laval, de Montfort, d'Harcourt, et baron de Quintin,
      - François II de Coligny d'Andelot (23 août 1559 † 9 avril 1586), seigneur de Rieux,

  - Anne de Laval (23 septembre 1505 - Vitré † 1554 - Craon), baronne héritière de Laz, mariée le 23 janvier 1521 à François de la Trémoille, lui apportant ainsi ses prétentions au trône de Naples et le titre d'altesse accordé à leurs descendants,
- marié le 5 mai 1517 à Anne de Montmorency († 26 juin 1525), dont :
  - Marguerite, dame du Perrier, mariée le 18 mai 1529 (Vitré) à Louis V de Rohan, (1513-1557), baron de Lanvaux,
  - Guy XVII de Laval (14 février 1522 † 25 mai 1547), comte de Laval, seigneur de Montfort, baron de Quintin, marié le 22 octobre 1535 à Claude de Foix, vicomtesse de Lautrec, sans postérité,
  - Anne, mariée le 16 février 1539 à Louis de Silly, seigneur de La Roche-Guyon,
- marié le 24 août 1526 à Antoinette de Daillon (vers 1500 † avant le 4 juillet 1538), dont :
  - Charlotte, (vers 1530 † 3 mars 1568 - Orléans), héritière de Tinténiac, mariée le 16 juin 1547 dans la chapelle du château de Montmuran à Gaspard II de Coligny.

### Maison de Rieux
- Guyonne XVIII de Laval, née Renée de Rieux, (1524-13 décembre 1567), comtesse de Laval, de Montfort, baronne de Quintin, vicomtesse de Donges.

### Maison de Coligny
- Paul de Coligny dit Guy XIX de Laval, (13 août 1555 † 15 avril 1586, Taillebourg), comte de Laval et d'Harcourt, vicomte de Donges, baron de Vitré, vicomte de Rennes, baron de Quintin, seigneur d'Avaugour, de Beffou, et de Belle-Isle, seigneur de Rieux, et de seigneur de Rochefort, seigneur de Largoët, baron de la Roche-Bernard, seigneur de Montfort, seigneur de Gaël et de seigneur de Tinténiac, seigneur de Bécherel, châtelain du Désert-à-Domalain, marié le 1er septembre 1583 à Anne d'Alègre († 1619), dont :
  - Guy XX de Laval, né François de Coligny (5 mai 1585, comté d'Harcourt en Normandie † 3 décembre 1605, Hongrie), comte de Laval, baron de Vitré, vicomte de Rennes, baron de Quintin, seigneur d'Avaugour (en Plésidy), seigneur de Rochefort et baron de La Roche-Bernard, seigneur de Montfort, de Gaël, de Tinténiac, et de Bécherel, châtelain du Désert-à-Domalain, fils des précédents,

### Maison de La Trémoille
La succession des comtes de Laval échut à Henri III, duc de Thouars, petit-fils d'Anne de Laval, fille de Guy XVI,

Armes d'Henri III de La Trémoille

- Henri III (22 décembre 1598 - Château de Thouars † 21 janvier 1674 - Château de Thouars), duc de Thouars, prince de Tarente, et de Talmont, comte de Guînes, de Benon et de Taillebourg, marquis d'Espinay, seigneur de Sérigné, de Mauléon, de Berrie, de Didonne et de Loudun, baron de Quintin, seigneur d'Avaugour, comte de Laval, baron de Vitré, baron de la Roche-Bernard, vicomte de Rennes, seigneur de Montfort, de Gaël, de Mauron, châtelain du Désert-à-Domalain, seigneur de Bécherel, pair de France, chevalier de l'ordre de Saint-Michel et du Saint-Michel, marié le 19 janvier 1619 à Marie de La Tour d'Auvergne († 1665), dont 
  - Henri Charles (17 décembre 1620 - Château de Thouars † 14 septembre 1672 - Château de Thouars), prince de Tarente, et de Talmont, comte de Laval et de Taillebourg, seigneur de Montfort, comte de Guînes et de Benon, marquis d'Espinay, baron de Vitré, vicomte de Rennes, seigneur de Mauléon, de Berrie et de Didonne, châtelain du Désert-à-Domalain, chevalier de l'Ordre de la Jarretière, gouverneur de Bois-le-Duc,
  - Louis Maurice (8 juin 1624 - L'Isle-Bouchard † 25 juin 1681), comte de Laval, marquis d'Espinay, seigneur de Sérigné, abbé de Charroux et de Sainte-Croix de Talmont,
  - Marie-Charlotte (26 janvier 1632 - Thouars † 24 août 1682 - Iéna), mariée le 18 juillet 1662 (Paris) au duc Bernard II de Saxe-Iéna (1638 † 1678), (fils de Guillaume Ier de Saxe-Weimar).

Henri III vendit,
- en 1613 la baronnie de la Roche-Bernard à Guillaume de Hautemer de Grancey, et Anne d'Alègre, sa femme,
- en 1626, à Mathurin de Rosmadec les seigneuries de Gaël et de Mauron, la baronnie de Quintin et la seigneurie d'Avaugour aux Gouyon de La Moussaye, la baronnie de Bécherel à 4 associés : Jean Glé, seigneur de la Costardaye en Médréac, François Glé, son frère, seigneur du Pan et les seigneurs de la Bouexière et de Bienassis,

Armes de la famille de Goüyon : Ecartelé ; aux I et IV d'argent au lion de gueules couronné d'or (Gouyon) ; aux II et III d'or fretté d'azur de six pièces (la Moussaye)

### Famille de Gouyon de La Moussaye
- Amaury III Gouyon (1601 † 1663), marquis de La Moussaye, baron de Quintin, Gouverneur de Rennes, marié le 11 avril 1629 à Henriette (1609 - Sedan † 1677), fille de Henri de La Tour d'Auvergne (28 septembre 1555 † 25 mars 1623), Prince de Sedan, duc de Bouillon, vicomte de Turenne, dont :
  - Henri Gouyon (1632 † août 1684), baron de Quintin, gouverneur de Stenay, marié en 1670 à Suzanne de Montgommery] († 1730),
  - Marie Gouyon († 8 octobre 1717 - Angleterre), protestante, elle quitte la France en 1691 et se réfugie en Angleterre,
  - Elisabeth Gouyon (1634 † 18 octobre 1701), mariée le 15 septembre 1669 à René de Montbourcher, marquis du Bordage († 1688),

Amaury III Gouyon, marquis de La Moussaye, ordonne la destruction de la forteresse féodale, et confie en 1639 à l'architecte Gabriel Androuet du Cerceau la construction du nouvel édifice qui commence dès 1643 (chantier arrêté en 1666-1667 à la suite des discordes avec l'évêque).
Perclus de dettes, son fils Henri Gouyon vendit la baronnie de Quintin à Guy-Aldonce II de Durfort, le 27 septembre 1681.

### Maison de Durfort
La baronnie de Quintin, en Bretagne, fut érigée en duché simple par lettres d'érection de 1691, enregistrées les 31 mars et 12 octobre de la même année. La « transmutation » du titre de ducs de Quintin en celui de ducs de Lorges, en Orléanais eut lieu par lettres de 1706.
Le Duc de Lorges n'habite pas le nouveau château de Quintin : il se contente de se faire aménager un appartement en vue de ses rares venues en Bretagne.

## Ducs de Quintin,dits deLorges

### Maison de Durfort
- Guy Aldonce II de Durfort (1630-1702), comte de Lorges, baron de Quintin (par acquêt, le 27 septembre 1681), 1er duc de Quintin (31 mars 1691, dit duc de Lorges), maréchal de France, capitaine des gardes du corps du Roi, chevalier du Saint-Esprit et de l'Ordre royal et militaire de Saint-Louis, dont :
  - Guy Nicolas de Durfort (20 février 1683 - Chaillot, 3 mars 1758), fils du précédent, 2e duc de Quintin (1702), comte de Lorges (1702).

En 1706, le nom du duché de Quintin fut renommé en duché de Lorges.
- Guy Nicolas de Durfort, (20 février 1683 † 3 mars 1758 - Chaillot), duc de Quintin, dit de Lorges, marié le 14 décembre 1702 à Geneviève Chamillart (24 octobre 1685 † 31 mai 1714 - Paris), fille de Michel Chamillart, ministre de la Guerre et ministre des Finances de Louis XIV, dont :
  - Guy Louis de Durfort (18 février 1714 † 10 décembre 1775 - Paris), duc de Quintin, dit de Lorges, marié le 26 février 1737 à Marie Butault de Marsan (1718 † 1788), dont :
    - Guyonne Marguerite Philippine de Durfort (1737 † 1806), mariée le 30 janvier 1754 à Renaud César de Choiseul-Praslin (1735 † 1791), duc de Praslin,
    - Adélaïde Philippine de Durfort (16 septembre 1744 † 13 décembre 1819 - Château de Fonspertuis), mariée le 22 mai 1762 (Château de Fonspertuis) à Jean-Laurent de Durfort-Civrac (1746 † 1826), qui hérite dès lors du titre de duc de Lorges.,
- marié le 12 décembre 1720 à Marie Anne Antoinette de Mesmes (15 mai 1696 † 23 mars 1757), dame d'honneur de la duchesse d'Orléans, fille de Jean-Antoine de Mesmes.

## Épilogue
La succession de Guy Louis de Durfort de Lorges donne lieu à un procès auquel met fin un arrêt du roi du 29 septembre 1778. Quintin, qui cesse d'être duché pour redevenir baronnie reste aux Choiseul-Praslin, tandis que la terre de Lorges, située en Orléanais et érigée en Duché de Lorges, est attribuée à Adélaïde Philippine de Durfort et Jean-Laurent de Durfort-Civrac.